# Jochen Borchert
Pour les articles homonymes, voir Borchert.
Jochen Borchert, né le 25 avril 1940 à Stendal, est un homme politique allemand membre de l'Union chrétienne-démocrate d'Allemagne (CDU).
Immigré d'Allemagne de l'Est à treize ans, il est élu député fédéral de Rhénanie-du-Nord-Westphalie en 1980 et devient porte-parole parlementaire de la CDU/CSU sur les questions budgétaires neuf ans plus tard. En 1993, il est nommé ministre fédéral de l'Agriculture dans la coalition noire-jaune d'Helmut Kohl et occupe ce poste cinq ans, jusqu'à l'arrivée au pouvoir d'une coalition rouge-verte. Il continue de siéger au Bundestag jusqu'en 2009, puis se retire de la vie politique.

## Éléments personnels

### Formation et carrière
Il obtient en 1957 son certificat général de l'enseignement secondaire, et entreprend une formation agricole, qu'il achève en 1959. L'année suivante, il intègre une école d'ingénieur spécialisée dans l'agriculture à Soest, et passe avec succès son diplôme d'ingénieur agronome en 1961.
Il reprend la gestion de l'exploitation familiale en 1970, tout en commençant des études supérieures de sciences économiques à l'université de la Ruhr à Bochum, où il décroche son diplôme d'économiste en 1974.
Il est termine sa carrière dans le monde des affaires et de l'assurance en tant que président des conseils d'assurance de Dolff Beteiligungs AG, de l'assurance agricole de Münster, et de diverses filiales de l'assurance mutuelle LVM Versicherungen.

### Vie privée
Issu d'une famille d'agriculteurs, il est né et grandit à Stendal. En 1953, soit quatre ans après la proclamation de la République démocratique allemande (RDA), il émigre en Allemagne de l'Ouest, et s'installe avec ses parents en Rhénanie-du-Nord-Westphalie.
Il est marié avec Ingrid, membre du conseil municipal de Bochum, et a deux enfants. Sa fille, Katharina Borchert, est une journaliste qui a notamment été rédactrice en chef de Derwesten.de entre 2007 et 2009, et devient en 2010 directrice générale de Spiegel Online.

## Parcours politique

### Vie militante
En 1965, il adhère à l'Union chrétienne-démocrate d'Allemagne (CDU), et devient en 1977 président de la fédération du parti dans l'arrondissement de Bochum. Il y renonce au bout de vingt-trois ans et se voit alors désigné président d'honneur.
Il a par ailleurs été président fédéral des groupes de travail protestants (EAK) du parti pendant dix ans à partir de 1993.

### Activité institutionnelle
Il est élu au conseil municipal de Bochum en 1976, et député fédéral de Rhénanie-du-Nord-Westphalie au Bundestag quatre ans plus tard. Il renonce à son mandat municipal en 1981, et est nommé porte-parole budgétaire du groupe CDU/CSU au Bundestag en 1989. Le 21 janvier 1993, Jochen Borchert est désigné ministre fédéral de l'Alimentation, de l'Agriculture et des Forêts dans la coalition noire-jaune d'Helmut Kohl.
Reconduit le 17 octobre 1994, il est contraint de renoncer quatre ans plus tard, à la suite de l'arrivée au pouvoir d'une coalition rouge-verte conduite par Gerhard Schröder. Il est ainsi le dernier titulaire de ce poste issu de la CDU.
Ayant continué de siéger au Bundestag, il est le seul député de la CDU/CSU, à se prononcer, le 18 juin 2009, contre une loi fédérale relative à la restriction d'accès aux sites Internet pédopornographiques, considérée comme inconstitutionnelle. Il quitte la vie politique à la suite des élections fédérales de 2009.